# 품목별 예산제도
품목별 예산제도(品目別 豫算制度, Line Item Budgeting)는 예산을 품목별로 분류하고, 지출 대상과 한계를 명확하게 규정하는 통제 지향적인 예산 제도이다.

## 내용
품목별 예산제도는 예산제도 중에서도 역사가 가장 오래되었고, 현재에도 거의 모든 나라에서 채택하고 있는 제도이다. 이는 다음과 같은 장점이 있기 때문이다.
- 예산이 품목별로 구분되어 있기 때문에, 지출 항목 파악이 쉽다.
  - 이 때문에 다른 어떠한 예산제도를 채택하더라도 품목별 예산제도와 병행하는 것이 보통이다.
- 지출 항목 파악이 쉽기 때문에 회계 책임을 분명히 할 수 있고, 예산 사용에 대한 감시가 용이하다.

반면에, 단점도 존재한다.
- 지출 항목 파악은 쉽지만, 지출 이유에 대해서는 알 수 없다.
- 지출 대상과 한계를 명확히 규정하기 때문에 신축성이 떨어진다.
- 일반적으로 단일 연도를 대상으로 하기 때문에 장기적인 부분이 고려되지 않을 수 있다.
- 예산의 통제적 기능은 잘 수행하지만, 예산의 적극적 기능 수행에는 어려움이 있다.
- 지출 항목에 중점을 두기 때문에 사업의 우선순위가 고려되지 않을 수 있다.

이러한 단점 때문에 오늘날의 선진국에서는 품목별 예산제도 단독으로 쓰이는 경우는 거의 없고, 다른 예산제도와 병행해 쓰이는 것이 보통이다.